# Sergej Sobolev

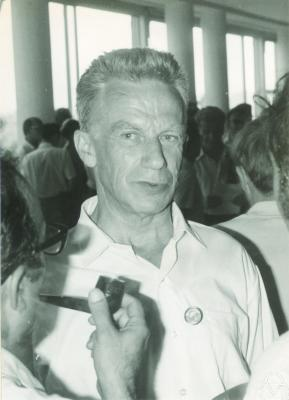
Sergej Sobolev

Sergej Lvovitsj Sobolev (Russisch: Сергей Львович Соболев) (Sint-Petersburg, 6 oktober 1908 - Moskou, 3 januari 1989) was een Russische wiskundige, werkzaam in wiskundige analyse en partiële differentiaalvergelijkingen.
Sobolev was de uitvinder van enkele wiskundige begrippen die in deze tijd veelvuldig toegepast worden. Sobolev-ruimten kunnen gedefinieerd worden door bepaalde eisen te stellen aan de Fourier transformatie en de daaromheen liggende theorieën vormen belangrijke onderwerpen binnen de functionaalanalyse. De zogenaamde gegeneraliseerde functies werden als eerst beschreven door Sobolev in 1935 voor zwakke oplossingen en later verder ontwikkeld door Laurent Schwartz. Voorts zorgden zijn bijdragen voor een verbreding van het begrip differentiëren, waar men tot die tijd altijd was uitgegaan van de klassieke definities van Newton en Leibniz. Verder droeg hij bij aan de theorie van de distributies en de kansrekening in het algemeen.
In 1929 studeerde Sobolev af bij de Universiteit van Leningrad, waar hij een student was van onder meer Vladimir Smirnov. Hierna werkt hij in Leningrad en Moskou bij verschillende wetenschappelijke instituten. Hij werkte onder meer bij het Russische Instituut voor Kernenergie en hier werkt hij ook aan het kernwapenprogramma voor de Sovjet-Unie tot aan 1957.
In 1956 was Sobelev betrokken bij een initiatief van Russische wetenschappers voor de oprichting van een grootschalig wetenschappelijk en onderwijskundig initiatief voor de oostelijke delen van de Sovjet-Unie, hetgeen resulteerde in de oprichting van de Siberische Divisie van de tegenwoordige Russische Academie van Wetenschappen. Hij was de oprichter en het eerste hoofd van het Instituut voor Wiskunde in de Novosibirskse wetenschapsstad Akademgorodok, dat later werd vernoemd naar hem. Ook speelde hij een belangrijke rol in de oprichting en ontwikkeling van de Staatsuniversiteit van Novosibirsk. In 1988 ontving Sobolev de Gouden Lomonosov-medaille van de toenmalige Academie van Wetenschappen van de USSR.